# Waterloo (Iowa)
Pour les articles homonymes, voir Waterloo (homonymie).
Waterloo est une ville américaine, siège du comté de Black Hawk, dans l'État de l'Iowa,. Lors du recensement des États-Unis de 2010, sa population est de 68 406 habitants.

## Transports
Waterloo possède un aéroport (Waterloo Municipal Airport, code AITA : ALO).

## Personnalités liées à la ville
- Lou Henry Hoover (1874-1944), épouse du président Hoover, est née à Waterloo le 29 mars 1874.
- les frères Sullivan, cinq frères originaires de la ville. Ils périrent tous lorsque le croiseur USS Juneau sur lequel ils servaient fut coulé par les Japonais en novembre 1942 lors de la bataille de Guadalcanal.
- Fanny Gates (1872-1931), physicienne, née à Waterloo.
- Dan Gable (1948-), champion olympique de lutte.
- Travis Fulton (1977-2021), pratiquant américain d'arts martiaux.